# Vöröslábú virágcincér
A vöröslábú virágcincér (Anoplodera rufipes) a cincérfélék családjába tartozó, Eurázsiában honos, lombos fákon élő bogárfaj. 

## Megjelenése
A vöröslábú virágcincér hímjének testhossza 7-12 mm, a nőstény 9-14,5 mm-es. Alakja viszonylag karcsú, a szárnyfedők oldalvonalai kissé ívesek, vállai lekerekítettek. Egész teste fekete színű, csak a lábai vörösek (de a combok töve, a lábszárak vége és a lábfejek itt is feketék). Az előtort hosszú és finom, elálló, fehéres szőrök fedik ritkásan. A szárnyfedők durván pontozottak, a pontozás a csúcs felé elenyésző; szőrei az első harmadban felállók, majd ferdén elállóak, meglehetősen hosszúak, a pontozás közeiben fényesek.

## Elterjedése és életmódja
Eurázsiában honos, a Pireneusoktól Kis-Ázsián keresztül Észak-Iránig. A Brit-szigetekről és Skandináviából hiányzik. Magyarországon ritka, főleg a hegyvidékeken található meg. 
Lárvája különféle lombos fák (főleg tölgy, de bükk, nyír, nyár is) elhalt ágaiban, gallyaiban él, ahol a faanyag még eléggé nedves és közel van az élő szövetekhez (pl. elszáradt ágak töve a kalluszszövet közelében). A kifejlett lárva mélyebbre rágja magát az elhalt faanyagba és itt is készíti bábkamráját. Életciklusa két évig tart. Az imágó május-júniusban rajzik. Nappal aktív, főleg erdőszéleken, tisztásokon a virágzó galagonyán, berkenyén, somon található meg.
Magyarországon nem védett.